# Rosalinda Bulnes
Rosalinda Bulnes (Monterrey, México, 1938) es una pintora y escultora mexicana. Su trabajo se especializa en la creación artística usando el papel de distintos materiales vegetales como las fibras de algodón, hecha por ella misma. En su creación cuenta trabajo de inspiración tanto figurativa como abstracta.

## Trayectoria
Estudió en el Instituto de las Artes y las Letras de la Universidad Nacional Autónoma de Nuevo León y en el Instituto Allende de San Miguel de Allende, así como la Escuela Massana de Barcelona, la Universidad Mirial y la Escuela de Bellas Artes de Dijon.
Inició producción artística en 1960. Su primera exposición individual fue en 1981 en la Casa de Cultura de Monterrey. En 1983 recibió su primer premio por la escultura «Disciplina», otorgado por Arte Vitro A.C. Su obra ha sido expuesta en México, Estados Unidos, Francia y Argentina.